# Hall da Fama do Golfe Mundial
O Hall da Fama do Golfe Mundial fica localizado na Vila do Golfe Mundial, próximo a Santo Agostinho, do estado norte-americano da Flórida, nos Estados Unidos e tem a característica bastante raro em comparação aos outros "halls da fama" do ramo esporte, sendo o único local que homenageia golfistas tanto do sexo masculino quanto do sexo feminino. Conta com o apoio de um consórcio formado por vinte e seis organizações de golfe do mundo todo.
O edifício do Hall da Fama foi projetado pela empresa especializada em arquitetura de museus, E. Verner Johnson & Associates, de Boston, Massachusetts. O edifício conta com uma exposição permanente e programa contínua de exibições temporárias. Projetado pela empresa Ralph Appelbaum Associates, o Hall da Fama e a área de exposição contém exibições sobre a história do golfe, que vai desde os principais jogadores à curiosidades – embora concentrado em integrantes que tenham sido introduzidos no Hall da Fama.

## Histórico
O Hall da Fama do Golfe Mundial ficava localizado originalmente na vila Pinehurst, do estado da Carolina do Norte, e administrado pela empresa Diamondhead Corp., e depois pelos proprietários do Pinehurst Resort. Abriu suas portas em setembro de 1974 e havia originalmente treze integrantes. Inicialmente era um projeto local, mas o PGA da América assumiu a administração em 1983 e adquiriu a propriedade plena em 1986.
Dois outros halls (salões) da fama foram fundidos ao Hall da Fama do Golfe Mundial. O PGA da América criou um em 1940, o qual fundiu-se ao Pinehurst Hall na década de 1980. O Hall da Fama feminino de golfe foi criado pelo LPGA em 1951, com quatro membros fundadoras: Patty Berg, Betty Jameson, Louise Suggs e Babe Zaharias. Estava inativo há alguns anos, mas em 1967 fixou-se em Augusta, no estado da Geórgia, onde tem duas instalações físicas e passou a se chamar Hall da Fama do Circuito LPGA (LPGA Tour Hall of Fame). Em 1998, fundiu-se ao Hall da Fama do Golfe Mundial.
Em 1994, a indústria do golfe mundial criou uma organização sem fins lucrativos, a World Golf Foundation, para promover o golfe, e também um dos principais objetivos foi melhorar o Hall da Fama. A construção da nova sede em Santo Agostinho começou em 1996 e abriu suas portas em 19 de maio de 1998.

## Categorias de associação
Em outubro de 2013, o Hall anunciou que ele estava revisando seu processo de seleção e que não haveria nenhuma cerimônia de posse em 2014. Um novo processo foi anunciado em março do mesmo ano.
Começando em 2014, os membros são introduzidos ao Hall da Fama em uma das quatro categorias:
- Atleta masculino
- Atleta feminino
- Veteranos
- Carreira

As escolhas se realizam a cada dois anos com cerimônias de posse em anos ímpares, com início em 2015. O processo foi alterado em relação ao que se usava entre os anos de 1996 e 2013. As qualificações mínimas para os atletas tanto do sexo masculino quanto do sexo feminino são: no mínimo ter quarenta anos de idade ou cinco anos de trajetória no golfe e quinze ou mais vitórias nos "circuitos homologados" ou duas "principais vitórias". A categoria de veteranos serve principalmente para aqueles jogadores de golfe cujas carreiras terminaram antes de 1980 e inclui tanto amadores quanto profissionais. O sistema antigo continua na categoria de carreira.